# Cessières-Suzy
Cessières-Suzy é uma comuna francesa na região administrativa de Altos da França, no departamento de Aisne. Estende-se por uma área de 20.21 km². Em 2010 a comuna tinha 785 habitantes (densidade: 38,8 hab./km²).
Foi criada em 1 de janeiro de 2019, a partir da fusão das antigas comunas de Cessières e Suzy.